# Lomgölen, Värmland
Lomgölen är en sjö i Karlskoga kommun i Värmland och ingår i Norrströms huvudavrinningsområde. Sjön är 6,8 meter djup, har en yta på 0,029 kvadratkilometer och befinner sig 190 meter över havet.